# Putjesschepper

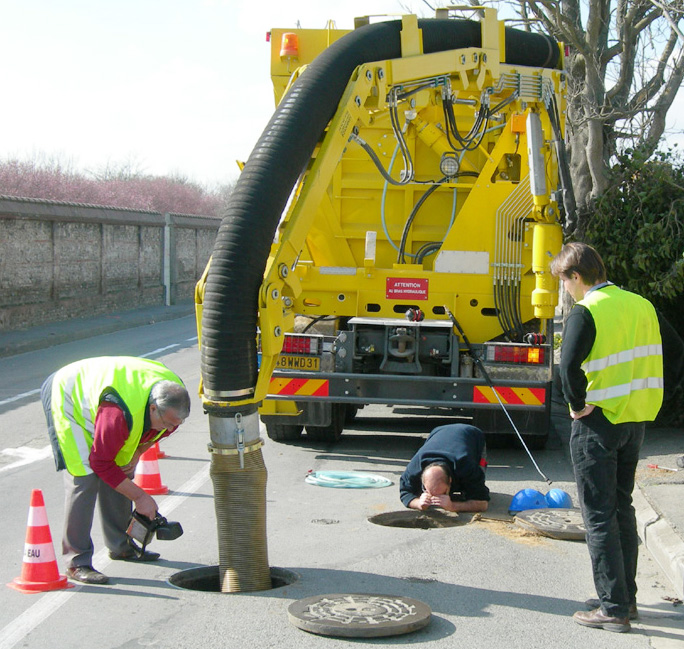
Een moderne kolkenzuiger (putafzuiger)

Een putjesschepper (ook wel putschepper, sekreetruimer, puttekees en putverlater) was in vroeger tijden de naam voor degene die beerputten leegschepte. In recente tijden, na de invoering van een moderne riolering, is deze beroepsaanduiding niet meer van toepassing.
Medewerkers van de gemeentereiniging die zich bezighouden met het reinigen van straatkolken ("putten"), beschikken daarvoor tegenwoordig over een kolkenzuiger (putafzuiger).
In Amsterdam verdween het beroep na de jaren 30, toen gemechaniseerde putzuigmachines in zwang kwamen, alhoewel daarna op enkele plekken zoals het Begijnhof nog steeds rioolputten handmatig geschept werden.
De term wordt in de Nederlandse taal ook pejoratief gebruikt. Leerlingen die op school hun best niet doen, wordt soms voorgehouden dat zij gedoemd zijn tot een carrière als putjesschepper.

## Fictieve putjesscheppers
- Simon Stokvis (Sjoerd Pleijsier) in de nostalgische televisieserie Toen was geluk heel gewoon.
- Huib Scholten (Bart Poulissen) voorman in het Rotterdams riool in Toen was geluk heel gewoon.[4]
- Ed Lillywhite Norton (Art Carney) in de Amerikaanse televisieserie The Honeymooners.